# Adrián Chávez
Adrián Chávez (* 27. Juni 1962 in Mexiko-Stadt) ist ein ehemaliger mexikanischer Fußballspieler auf der Position des Torhüters. Nach seiner aktiven Laufbahn arbeitete Chávez unter anderem im Trainerstab von Antonio Carlos Santos, der das in der zweiten Liga spielende Farmteam der Tecos de la U.A.G. in der Saison 2008/09 betreute.

## Leben

### Verein
Adrián Chávez Ortiz begann seine Profikarriere in der Saison 1981/82 bei seinem Heimatverein Atlético Español, der am Saisonende nach elf Jahren diesen auch die letzten alten Fans vergraulenden Namen abgelegt und wieder seinen ursprünglichen Namen Necaxa angenommen hat. Nach vier Jahren bei Atlético Español bzw. Necaxa verließ Chávez den Verein und absolvierte in der Saison 1985/86 ein kurzfristiges Gastspiel beim Club León. Anschließend kehrte er in seine Heimatstadt zurück und stand die nächsten zehn Jahre beim Club América unter Vertrag. Mit diesem Verein wurde er je zweimal mexikanischer Meister und Supercup-Sieger (1988 und 1989), gewann dreimal den CONCACAF Champions’ Cup (1987, 1990 und 1992) sowie einmal (1991) die Copa Interamericana.
Nachdem er América 1996 im Alter von 36 Jahren verlassen hatte, wechselte er den Verein in jährlichem Turnus. In der Saison 1996/97 noch Stammtorhüter bei Atlético Celaya, war er in den Spielzeiten 1997/98 und 1999/2000 (seiner letzten Saison) häufiger Reservist bei seinem Exverein León sowie beim Zweitligisten Cruz Azul Hidalgo, bei dem er 1998/99 unter Vertrag stand.

### Nationalmannschaft
Sein Debüt im Dress der mexikanischen Nationalmannschaft feierte Chávez am 29. März 1988 beim 8:0-Sieg gegen El Salvador. Sein letztes Länderspiel bestritt er am 26. Januar 1994, als Mexiko mit 1:5 gegen die Schweiz unterlag.
Höhepunkt seiner Nationalmannschaftskarriere war die Teilnahme an der Fußball-Weltmeisterschaft 1994, bei der er jedoch nicht zum Einsatz kam.

## Erfolge
- Mexikanischer Meister: 1987/88, 1988/89
- Mexikanischer Supercup: 1988, 1989
- CONCACAF Champions’ Cup: 1987, 1990, 1992
- Copa Interamericana: 1991